# Sofies hjerte
|  | Denne artikel er oprettet af botten PalnaBot ud fra en ekstern database. Den kan derfor have sproglige fejl eller mangler. Denne skabelon kan fjernes efter kontrol af indholdet. |

Sofies hjerte er en kortfilm instrueret af Valerie Edwina Saunders efter manuskript af Malene Knold.

## Handling
Sofies Hjerte er en historie om Sofie på seks år. Sofie er på besøg hos mormor for første gang, siden hendes tvillingebror Magnus døde. De legede gemmeleg, dengang Magnus faldt ned fra træet, og det er svært for lille Sofie nu, hvor hun er alene og savner ham. Men mormor er også ramt af sorg og fortvivlelse. Hun må bruge sin viden og livserfaring til at hjælp Sofie åbne sine øjne og hjerte og gennemleve sorgen for derefter at kunne have mod på livet med fornyet optimisme. Sofies Hjerte er en film om de stærke bånd mellem barn og bedsteforældre, og om vigtigheden af at have én at tale med og holde om.